# イェニシェ

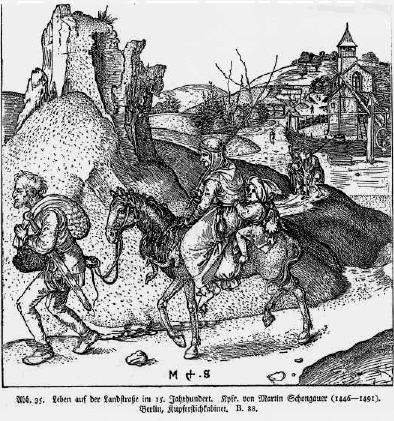
15世紀の挿絵

イェニシェ（独: Jenische、英: Yenish、仏: Yéniche）は、ヨーロッパの移動型民族。

## 概要

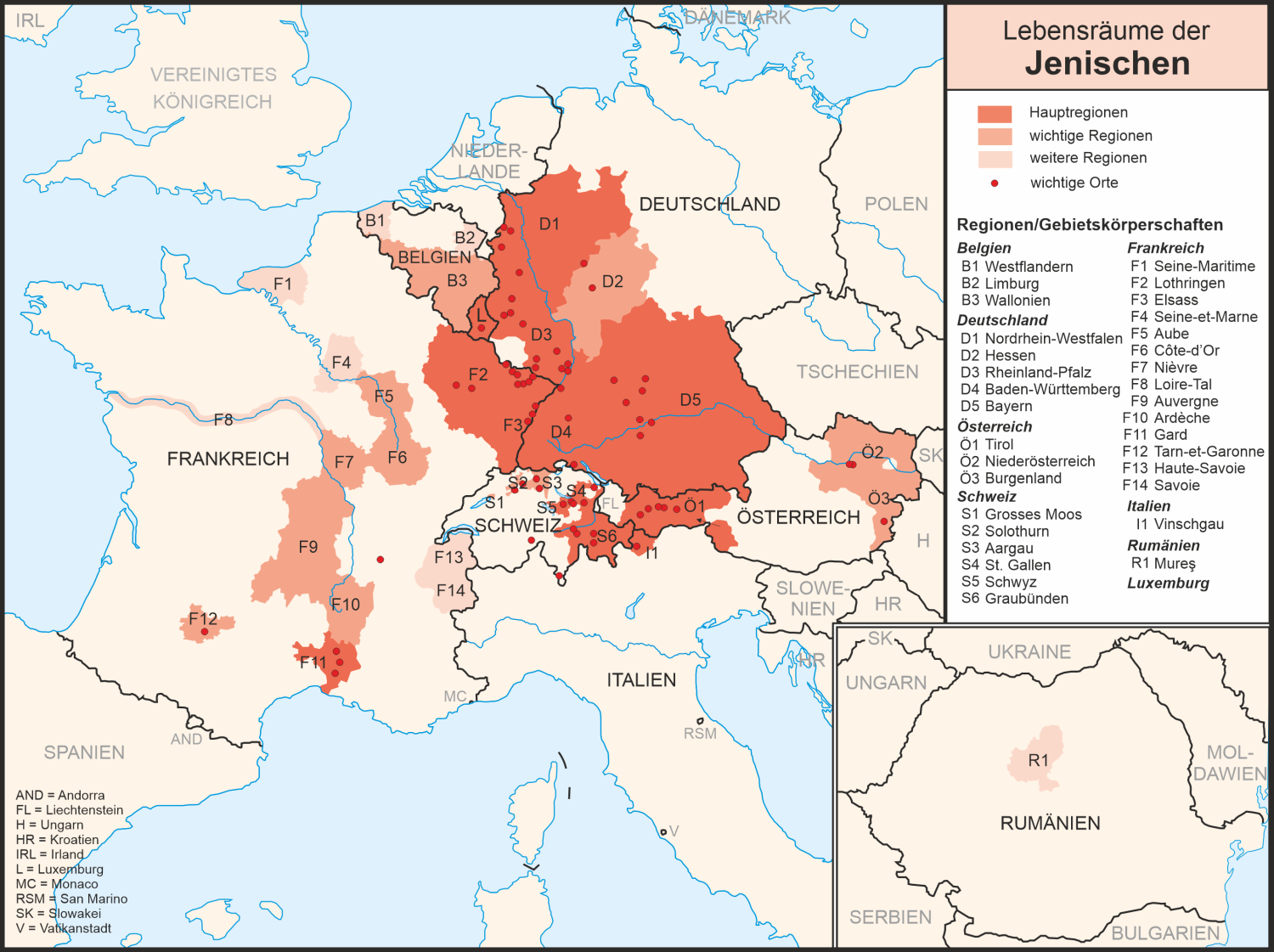
ヨーロッパにおけるイェニシェの村落の分布と生活地域

同じく、ヨーロッパの移動型民族であるロマ（ジプシー）の起源が北インドであることがわかっているのに対し、イェニシェの起源はまだ解明されていない。彼らは西ヨーロッパの広い地域に住んでいるが、大半はドイツ、オーストリア、スイス、あるいはフランスの一部に住んでいる。特に、ドイツに住むものはライン地方に集中している。
イェニシェは、ロマとは別の民族であり、別の固有の言語を持つが、時に混同され、かつては「白ジプシー(weiße Zigeuner)」と呼ばれていたこともあった。この名はイェニシェがロマに比べて肌の色が明るいことに由来する。実際、イェニシェの多くが就いていた職に、はさみ研ぎ師、籠職人、奇術師が挙げられるなど、社会集団の中での役割がロマと類似点する点が多い。

## 言語
イェニシェの独自の言語はイェニッシュと呼ばれ、ローベルト・ユッテは16世紀初めに出版されたイェニッシュ語彙集『リベル・ヴァガトールム』を元に言語史的に分析した。その結果、イェニシェは50パーセントがドイツ語、20パーセントがヘブライ語（イディッシュ語ではない）、他オランダ語からの派生が見られるが、ジプシーの言語は含まれていないと結論した。
イェニッシュは中世ドイツのならず者の間で秘密の会話をするための隠語としても使われ、フランス語のアルゴ(Argot)、英語のキャント(cant)に相当する。18世紀の終わりごろまで本来のイェニッシュから派生した、ならず者独自のスラングが増えつづけた。また、イェニッシュで作られた歌や詩も多く残されており、今日でも民謡として親しまれている。